# Anna della porta accanto
Anna della porta accanto è un singolo del cantante Italiano Gianni Morandi, pubblicato il 17 marzo 2023 come quinto estratto dal suo quarantunesimo album in studio Evviva!.

## Descrizione
Il brano è stato scritto da Jovanotti il quale ha spiegato che «Anna della porta accanto è un racconto in forma di canzone, un "musicarello" romantico e realista, con un testo narrativo e una musica che nelle mie intenzioni vuole essere un tributo al Morandi anni '90, quello di Vita e delle canzoni prodotte da sua eminenza Mauro Malavasi». Morandi invece ha aggiunto:

## Video musicale
Il video musicale è stato pubblicato il 29 marzo 2023 sul canale YouTube del cantante.